# Peter Cambor

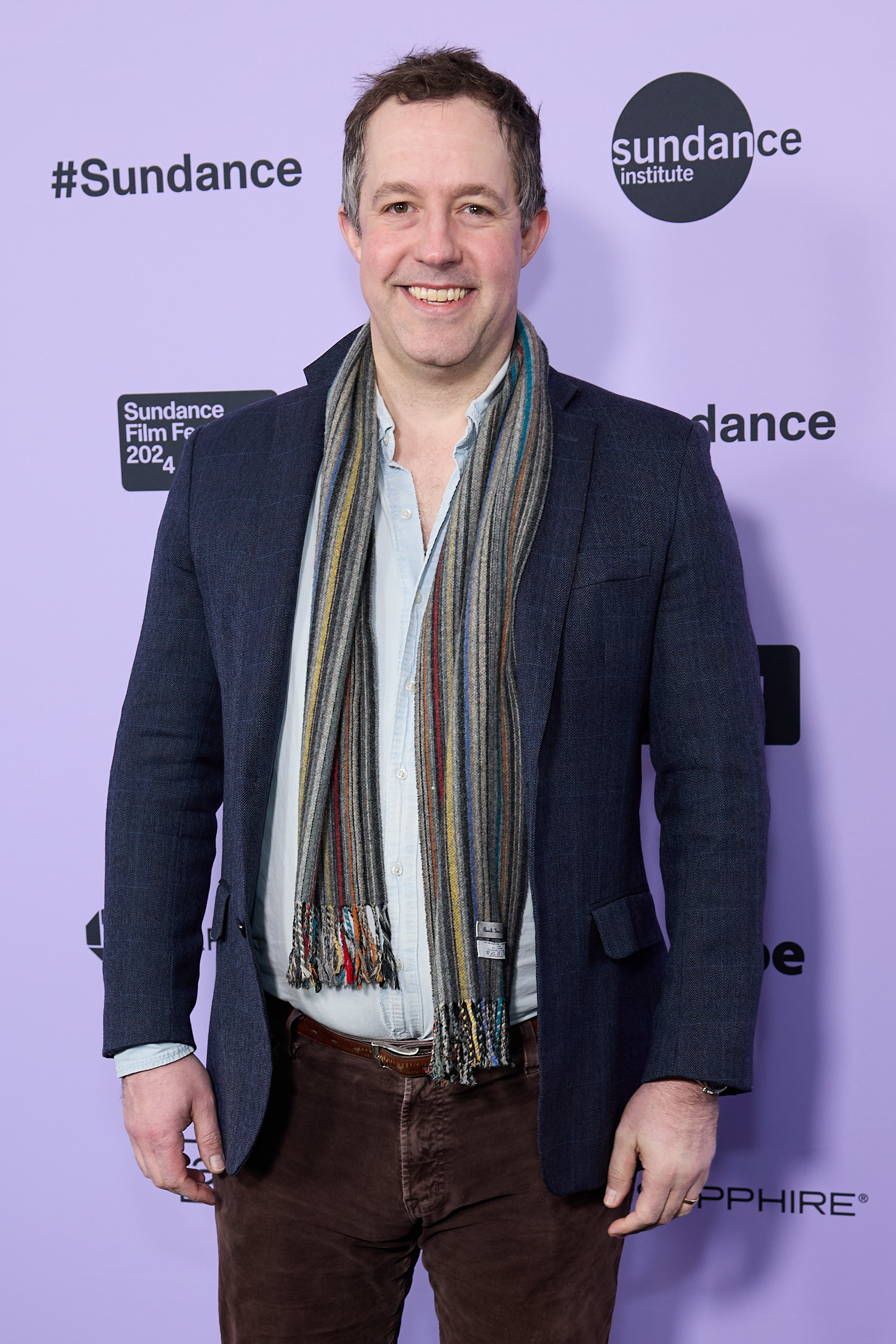
Peter Cambor beim Sundance Film Festival 2024

Peter Cambor (* 28. September 1978 in Houston, Texas) ist ein US-amerikanischer Schauspieler. Im deutschsprachigen Raum ist er hauptsächlich durch seine Rolle als Operational Psychologist Nate „Doc“ Getz in der Fernsehserie Navy CIS: L.A. bekannt. Außerdem spielte er Hauptrollen in den Comedyserien Ganz schön schwanger und Wedding Band. Im Jahr 2016 zählte er zum Hauptcast der Showtime-Serie Roadies. Außerdem war er seit 2015 in der USA-Network-Serie Suits in wiederkehrender Rolle zu sehen und gehört ebenso den Darstellern der Serie Grace and Frankie an.

## Leben
Cambor studierte an der Deerfield Academy in Massachusetts und an der Wesleyan University in Middletown, Connecticut, wo er im Jahr 2001 mit einem Bachelor in Englisch abschloss. Nach weiterem Studium, bekam Cambor im Jahr 2005 einen Master of Fine Arts des American Repertory Theater’s Institute for Advanced Theater Training der Harvard University, Cambridge, Massachusetts.

## Filmografie (Auswahl)
- 2007–2010: Ganz schön schwanger (Fernsehserie)
- 2009–2017, 2022–2023: Navy CIS: L.A. (Fernsehserie)
- 2012–2013: Wedding Band (Fernsehserie)
- 2015–2022: Grace and Frankie (Fernsehserie)
- 2015–2018: Suits (Fernsehserie)
- 2016: Roadies (Fernsehserie)
- 2018: Forever My Girl